# Gymnelopsis humilis
Gymnelopsis humilis är en fiskart som beskrevs av Mihail V. Nazarkin och Chernova 2003. Gymnelopsis humilis ingår i släktet Gymnelopsis och familjen tånglakefiskar. Inga underarter finns listade i Catalogue of Life.